# Universitatea Rhodes
Universitatea Rhodes (în engleză Rhodes University, în afrikaans Rhodes Universiteit) este o instituție publică de cercetare situată în Makhanda (cunoscut anterior sub numele de Grahamstown), un oraș din provincia Eastern Cape, Africa de Sud, renumit pentru istoria sa culturală și tradițiile educaționale. Universitatea este una dintre cele patru instituții de învățământ superior din provincie și o destinație prestigioasă pentru studenți.
Fondată în 1904, Universitatea Rhodes este cea mai veche universitate din provincia Eastern Cape și a șasea cea mai veche universitate sud-africană care funcționează fără întrerupere. Este precedată de Universitatea Statului Liber (1904), Universitatea din Witwatersrand (1896), Universitatea din Africa de Sud (1873) – inițial cunoscută ca Universitatea Capului Bunei Speranțe –, Universitatea din Stellenbosch (1866) și Universitatea din Cape Town (1829).
Universitatea a fost înființată sub numele Colegiul Universitar Rhodes (în engleză Rhodes University College), printr-un grant oferit de Rhodes Trust⁠(d), fiind numită după Cecil Rhodes, un personaj istoric important, dar controversat, asociat cu expansiunea colonialismului britanic în Africa. Moștenirea sa continuă să fie subiect de dezbateri în societatea modernă, în contextul reevaluărilor istorice și culturale. În 1918, instituția a devenit un colegiu constituent al Universității Africii de Sud, iar în 1951 a dobândit statutul de universitate independentă.
În anul academic 2015, Universitatea Rhodes avea peste 8.000 de studenți înscriși. Aproximativ 3.600 dintre aceștia locuiau în cele 51 de cămine din campus, bucurându-se de facilități moderne și de un mediu de studiu integrat. Ceilalți studenți, cunoscuți sub denumirea de Oppidans – un termen sud-african care desemnează studenții ce locuiesc în afara campusului – își găseau cazare în locuințe private închiriate sau în propriile case din orașul Makhanda. Acest sistem poate fi comparat cu practica locuințelor private pentru studenți din România, des întâlnită în centre universitare precum Cluj-Napoca sau Iași.
În prezent, Universitatea Rhodes este recunoscută pe plan internațional pentru excelența sa academică, având o contribuție semnificativă în cercetare, în special în domenii precum științele umaniste, jurnalismul, științele sociale și științele naturale.

## Istorie

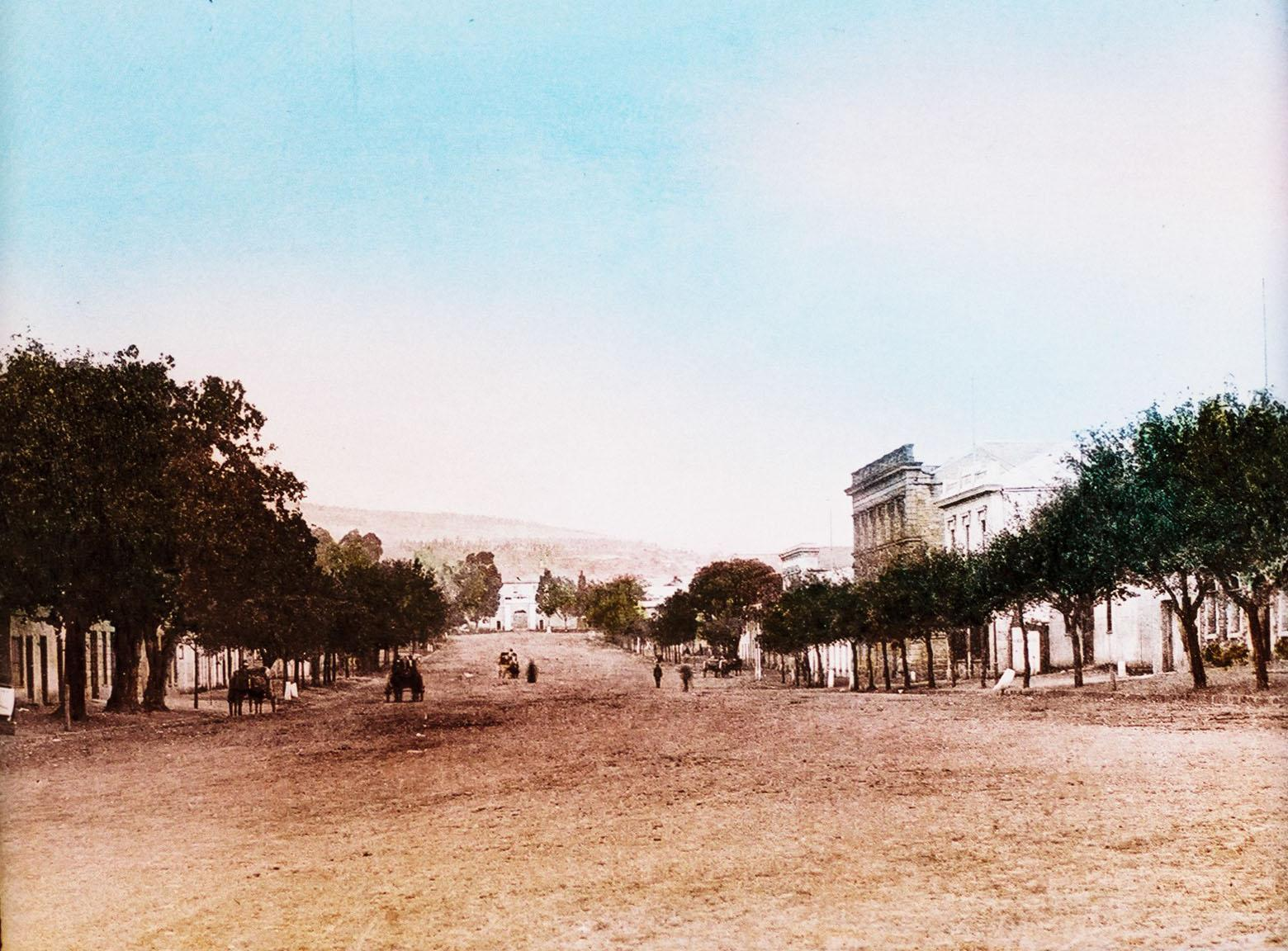
Vedere spre strada High, cu privirea spre vest, de la colțul străzii Hill, spre Arcul Drostdy, intrarea principală în campusul actual al Universității Rhodes. Circa 1898.

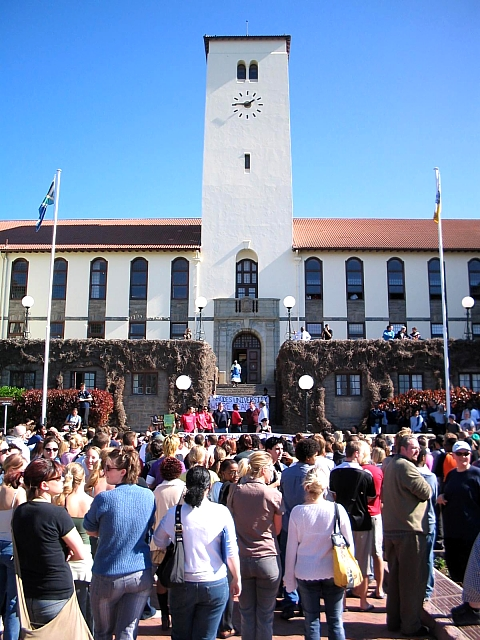
Turnul cu ceas „Sir Herbert Baker”, în centrul campusului Universității Rhodes, a fost proiectat de renumitul architect britanic în 1910 și construit în anii următori. Este un simbol al influenței sale arhitecturale în Africa de Sud.

Deși propunerea de a înființa o universitate în Grahamstown fusese avansată încă din 1902, dificultățile financiare cauzate de Războaiele de Frontieră din Albany au împiedicat realizarea acesteia. Aceste conflicte, ce au avut loc între coloniștii europeni și comunitățile Xhosa locale, au avut un impact semnificativ asupra resurselor financiare ale regiunii. În 1904, Leander Starr Jameson a alocat 50.000 de lire sterline sub formă de acțiuni preferențiale universității, din fondurile Rhodes Trust⁠(d). Rhodes Trust a fost fondat prin testamentul lui Cecil Rhodes pentru a susține educația, inclusiv prin oferirea de burse celebre precum Rhodes Scholarship. Cu acest sprijin financiar, Colegiul Universitar Rhodes a fost înființat printr-un act al parlamentului pe 31 mai 1904.
Începuturile învățământului universitar din Eastern Cape datează de la departamentele colegiale ale patru școli: Colegiul St. Andrew's din Grahamstown, Colegiul Gill din Somerset East, Colegiul Graaff-Reinet și Institutul Grey din Port Elizabeth. Cei patru profesori de la Colegiul St. Andrew's – Arthur Matthews, George Cory, Stanley Kidd și G. F. Dingemans – au devenit primii profesori al Colegiului Universitar Rhodes.
La începutul anului 1905, Rhodes s-a mutat din spațiile înghesuite de la Colegiul St. Andrew's în clădirea Drostdy, achiziționată de la guvernul britanic. Clădirea Drostdy, o clădire istorică ce avusese un rol administrativ în perioada colonială, a devenit simbolul noii universități. În 1918, Rhodes a devenit un colegiu constituent al noii Universități din Africa de Sud și a continuat să se extindă. În 1947, când viitorul Universității din Africa de Sud a fost revizuit, Rhodes a optat pentru independență și a devenit universitate autonomă.
Universitatea Rhodes a fost inaugurată pe 10 martie 1951. Sir Basil Schonland, un om de știință remarcabil și fiul lui Selmar Schonland, a devenit primul cancelar al universității, iar Dr. Thomas Alty primul vice-cancelar. Schonland, cunoscut pentru contribuțiile sale în domeniul științei atmosferice și al radarului, fusese și el absolvent al universității. Conform Legii Universității Rhodes, Colegiul Universitar Fort Hare a fost afiliat la Universitatea Rhodes, iar această colaborare a continuat până când guvernul apartheid a decis dezafilierea. Această măsură reflecta politica de segregare rasială a regimului, iar Senatul și Consiliul Universității Rhodes s-au opus ferm acestei decizii și Legii privind educației universitare separate, pe care le considerau o amenințare la libertatea academică. Dar legile au fost adoptate și afiliația dintre Fort Hare și Rhodes a încetat în 1959.
În 1962, președintelui de stat C. R. Swart i-a fost acordat un doctorat onorific, în ciuda faptului că, în calitate de Ministru al Justiției, fusese responsabil pentru reprimarea opoziției politice. Acordarea acestui titlu a dus la demisia cancelarului Sir Basil Schonland, însă motivele precise nu au fost făcute publice.
James Hyslop l-a succedat pe Alty în 1963. Sub conducerea sa, universitatea a continuat să se dezvolte, consolidându-și statutul și extinzându-și programele academice într-o perioadă importantă de schimbare pentru țară. În 1971, Rhodes a achiziționat un fost colegiu de formare a cadrelor didactice, administrat de surorile Community of the Resurrection of Our Lord. Achiziția a inclus clădirile și terenurile colegiului și a facilitat expansiunea universității.

Stema originală a Universității Rhodes, acordată pe 5 mai 1913.

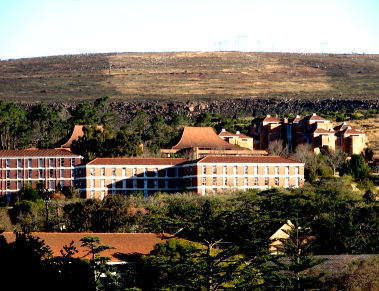
Kimberley Hall este, în prezent, unul dintre cele nouă cămine studențești de pe campus.

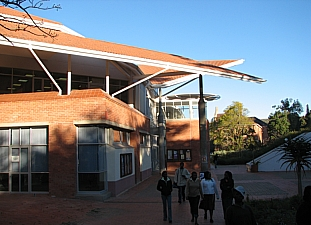
Noua clădire Eden Grove a Universității Rhodes, destinată pentru activități academice și administrative, găzduiește săli de curs, săli de seminar și alte facilități pentru studenți și cadre didactice.

## Organizare si administrare

### Facultăți și școli
Rhodes dispune de șase facultăți, după cum urmează:
- Științe umaniste (1952)
- Comerț
- Drept
- Științe
- Educație
- Farmacie

Cele șase facultăți sunt împărțite în 30 de departamente academice, dintre care 11 fac parte din facultatea de umaniste. Fiind cea mai importantă facultate din universitate, facultatea de umaniste reprezintă aproximativ 43% din totalul studenților la licență și masterat, înscriind 3.432 de studenți în anul 2023.

### Clinica juridică
Universitatea Rhodes administrează o clinică juridică, care funcționează ca un cabinet de avocați oferind atât instruire studenților la drept, cât și servicii juridice gratuite pentru persoanele cu venituri mici. Clinica operează din două locații, una în Makhanda și alta în Komani. Clinica a fost adusă în atenția națională în iulie 2013, când a reprezentat 15 membri ai familiei lui Nelson Mandela într-un litigiu împotriva lui Mandla Mandela (nepotul lui Nelson Mandela) privind locația mormintelor familiale.

## Activitate academică
Rhodes este o universitate mică, cu un număr mare de studenți cazați în campus. Pentru majoritatea studenților la licență, primii doi ani de studiu se desfășoară în timp ce locuiesc în căminele universitare.
Programul academic al universității se bazează pe un calendar semestrial, începând la începutul lunii februarie până la începutul lunii iunie, iar al doilea semestru începe la sfârșitul lunii iulie și se încheie la sfârșitul lunii noiembrie.

### Corpul studențesc
Rhodes a admis 1.592 de studenți în anul 2012.
Tabelele de mai jos ilustrează componența rasială și de gen a universității pentru acel an.
|         | Licență | Postuniversitar |
| ------- | ------- | --------------- |
| Negru   | 54%     | 49%             |
| Colorat | 4%      | 3%              |
| Alb     | 38%     | 44%             |
| Asiatic | 4%      | 4%              |

|        | Negru | Colorat | Alb | Asiatic | Toți studenții |
| ------ | ----- | ------- | --- | ------- | -------------- |
| Femeie | 61%   | 67%     | 53% | 61%     | 58%            |
| Bărbat | 39%   | 33%     | 47% | 39%     | 42%            |

### Entități de cercetare
Centre for Biological Control – Centrul de Cercetare pentru Controlul Biologic de la Universitatea Rhodes se specializează în dezvoltarea soluțiilor ecologice pentru gestionarea dăunătorilor, utilizând agenți biologici naturali, cum ar fi prădători și paraziți. Aceste cercetări oferă alternative sustenabile la pesticidele chimice și contribuie la protejarea biodiversității. Centrul colaborează cu instituții naționale și internaționale pentru a avansa cunoștințele în domeniul ecologiei și al protecției mediului.

#### Scaune SARChi
Rhodes deține paisprezece scaune naționale de cercetare, numite în cadrul Inițiativei pentru Scaune de Cercetători din Africa de Sud. Acestea reprezintă aproximativ 7% din totalul acordat la nivel național în Africa de Sud, o proporție semnificativă având în vedere dimensiunea mică a universității.
- Studii critice în sexualități și reproducere: dinamici umane și sociale (Catriona Macleod⁠(d))
- Ecosisteme marine (Christopher McQuaid)
- Tehnici și tehnologii de radioastronomie (Oleg Smirnov)
- Chimie medicinală și nanotehnologie (Tebello Nyokong⁠(d))
- Educație matematică (Marc Schafer)
- Abilități numerice (Mellony Graven)
- Intellectualizarea limbilor africane, multilingvismul și educația (Dion Nkomo)
- Insecte în ecosisteme agricole sustenabile (Steve Compton)
- Știință interdisciplinară în utilizarea terenurilor și a resurselor naturale pentru mijloace de trai durabile (Charlie Shackleton⁠(d))
- Cercetare în produse naturale marine (Rosemary Dorrington)
- Inovație și implicare în biotehnologie (Janice Limson⁠(d))
- Sisteme de învățare socială în contextul schimbărilor globale: învățare transformativă și abilități ecologice (Heila Lotz-Sisitka)
- Geopolitică și arte africane (Ruth Simbao)
- Biologia moleculară și celulară a răspunsului la stres eucariotic (Adrienne Edkins)

### Jurnale științifice
Facultățile și departamentele Universității Rhodes publică mai multe jurnale științifice, printre care:
- African Music: Journal for the International Library of African Music
- African Journal of Higher Education Community Engagement
- English in Africa
- Journal of Contemporary African Studies⁠(d)
- Rhodes Journalism Review

### Recunoaștere academică
| Clasamentul QS World University Rankings 2014 până în 2025 | Clasamentul QS World University Rankings 2014 până în 2025 |
| An                                                         | Clasament mondial                                          |
| ---------------------------------------------------------- | ---------------------------------------------------------- |
| 2014                                                       | 551-600                                                    |
| 2015                                                       | 601-650                                                    |
| 2016                                                       | 501-550                                                    |
| 2017                                                       | 551-600                                                    |
| 2018                                                       | 701-750                                                    |
| 2019                                                       | 801–1000                                                   |
| 2020                                                       | 801–1000                                                   |
| 2021                                                       | 801–1000                                                   |
| 2022                                                       | 801–1000                                                   |
| 2023                                                       | 801–1000                                                   |
| 2024                                                       | 901-950                                                    |
| 2025                                                       | 951-1000                                                   |
| [ 20 ]                                                     |                                                            |

| Clasamentul Times Higher Education 2023 până în 2024 | Clasamentul Times Higher Education 2023 până în 2024 |
| An                                                   | Clasament mondial                                    |
| ---------------------------------------------------- | ---------------------------------------------------- |
| 2023                                                 | 801–1000                                             |
| [ 21 ] [ 22 ]                                        |                                                      |

## Viața studențească

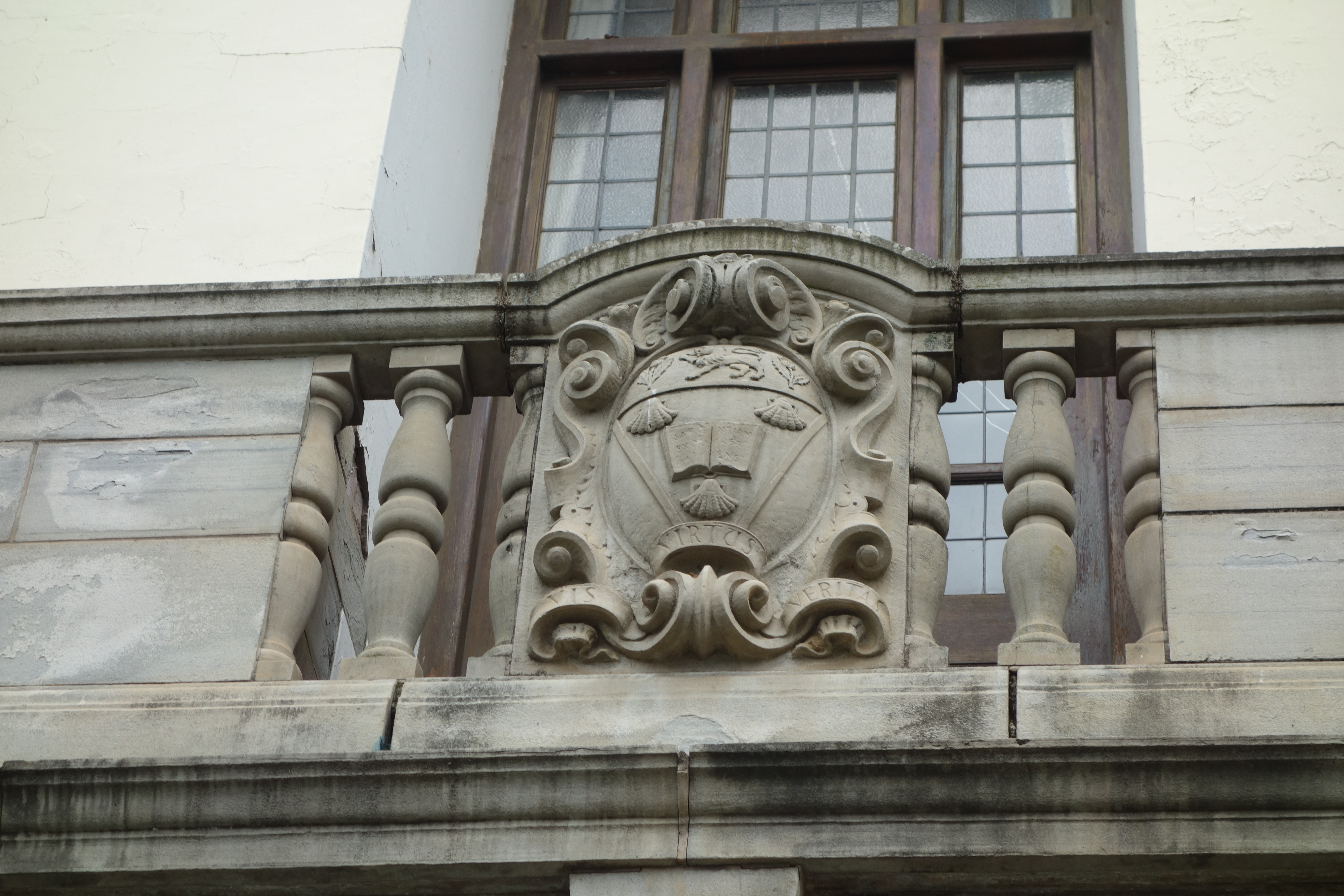
Deviza stemei universității: Vis, virtus, veritas (în)

### Cămine studențești
- Allan Webb⁠(d) Hall
- Courtenay-Latimer⁠(d) Hall
- Desmond Tutu
- Hugh Masekela Hall
- Drostdy Hall
- Founders Hall
- Hobson Hall
- Solomon Mahlangu⁠(d) Hall
- Miriam Makeba Hall (fost Kimberley Hall East)
- Kimberley Hall West
- Lilian Ngoyi⁠(d) Hall
- Nelson Mandela Hall
- St Mary Hall

### Mass-media
Trei ziare studențești – Activate, The Oppidan Press și Cue – sunt publicate zilnic în timpul Festivalului Național de Arte, care are loc anual la Makhanda de mai multe decenii. Activate a sărbătorit 65 de ani de la înființare în 2012, în timp ce The Oppidan Press a fost publicat pentru prima dată în 2007, având ca public țintă în principal studenții care locuiesc în afacere sau Oppidani. Jurnalul Philosophical Papers este editat de departamentul de filozofie.

## Alumni și personal notabili
În domeniul academic, Max Theiler, un fost student al Universității Rhodes, a primit Premiul Nobel pentru fiziologie sau Medicină în 1951 pentru cercetările sale în virologie.

### Alumni remarcabili: general
- Matthew Muir – Artist
- Beth Diane Armstrong – Sculptor
- Diane Awerbuck – Scriitoare
- Norman Bailey – Cântăreț de operă
- Nick Binedell – Director fondator al Gordon Institute of Business Science al Universității din Pretoria
- Troy Blacklaws – Romancier
- Alex Boraine – Politician; academic; co-fondator al IDASA (Institutul pentru Democrație din Africa de Sud) și al Centrului Internațional pentru Justiție Tranzițională
- Sir Rupert Bromley, 10th Bt. – Executiv de afaceri
- Guy Butler – Poet
- Efemia Chela – Scriitoare
- Tafadzwa Chitokwindo – Jucător de rugby pentru Zimbabwe Sevens
- Nan Cross – Activistă anti-conscripție și anti-apartheid
- Achmat Dangor – Scriitor
- Embeth Davidtz – Actriță
- Rob Davies – Ministrul comerțului și industriei din Africa de Sud
- Mick Davis – Om de afaceri, director general al Xstrata
- Geoffrey de Jager – Filantrop și industrialist; fondator al Rand Merchant Bank
- K. Sello Duiker – Romancier și scenarist
- Sir Michael Edwardes – Executiv de afaceri
- Robin Esrock – Scriitor de călătorii
- Allan Gray – Investitor și filantrop
- Mluleki George – MP ANC și fost prizonier pe Insula Robben
- Igle Gledhill – Fizician
- Chris Hani – Fost lider al Partidului Comunist din Africa de Sud și șef al statului major al Umkhonto we Sizwe
- Michael Harmel – Jurnalist și activist
- Errol Harris – Filozof
- Trevor Hastie – Statistician
- Peter Hinchliff – Preot anglican și academic
- Humphry Knipe – Scenarist/regizor de filme pentru adulți
- Herbert Kretzmer – Jurnalist de la Fleet Street și textier, printre altele, al muzicalului Les Misérables
- Alice Krige – Actriță
- Margaret Legum – Economistă și activistă anti-apartheid
- Frances Margaret Leighton – Botaniștilă
- Kai Lossgott – Artist interdisciplinar
- Mbuyiseli Madlanga – Judecător la Curtea Constituțională din Africa de Sud
- Mandla Mandela – Șef al Consiliului Tradițional Mvezo și nepotul lui Nelson Mandela
- The Hon Justice Lex Mpati – Președinte al Curții Supreme de Apel din Africa de Sud și actualul cancelar al Universității Rhodes
- Patrick Mynhardt – Actor
- Marguerite Poland – Scriitoare
- Ian Roberts – Actor
- Michael Roberts – Istoric
- Kathleen Satchwell – Judecător
- Sir Basil Schonland – Om de știință
- Barry Smith – Muzician
- Ian Smith – Fost prim-ministru al Rhodesiei (acum Zimbabwe)
- Wilbur Smith – Romancier
- William Smith – Personalitate de televiziune în domeniul științei și matematicii
- Kaneez Surka – Artistă, actriță și comediantă
- Robert V. Taylor – Fost decan al Catedralei Episcopale St. Mark's din Seattle
- Phumzile van Damme – MP și Ministru adjunct al Comunicațiilor
- Max Theiler – Virolog, câștigător al Premiului Nobel (1951)
- Micheen Thornycroft – Războinic olimpic din Zimbabwe
- Kit Vaughan – Profesor emerit de inginerie biomedicală la UCT
- David Webster – Antropolog social și activist anti-apartheid
- Mark Winkler – Autor
- Timothy Woods – Fost șef al școlii Gresham, Anglia
- Dana Wynter – Actriță
- Simphiwe Tshabalala – CEO al Standard Bank

### Alumni remarcabili: jurnaliști și celebrități media din Africa de Sud
- Matthew Buckland – Proprietar de media și antreprenor
- Steve Linde (născut în 1960) – Ziarist
- Anand Naidoo – Prezentator și corespondent pentru Al Jazeera English, cu sediul la Washington DC; anterior la CNN
- Jeremy Mansfield – Gazdă de radio, prezentator de televiziune, comediant
- Karyn Maughan – Jurnalist juridic
- Eusebius McKaiser – Activist social, autor, gazdă de emisiune radio
- Haru Mutasa – Corespondent pentru Al Jazeera International
- Zaa Nkweta – Fost prezentator Carte Blanche
- Verashni Pillay – Redactor-șef la Mail & Guardian
- Toby Shapshak – Jurnalist și lider de opinie în tehnologia africană
- Barry Streek – Jurnalist politic și activist anti-apartheid
- Rob Vember – DJ 5FM

### Cadre didactice remarcabile
- Prof. Thomas Alty FRSE – Fizician; Principal și Vice-Chancellor al universității
- Margaret Ballinger – Activistă politică; profesoară în departamentul de istorie
- André Brink – Scriitor
- Andrew Buckland – Performer și dramaturg
- Julian Cobbing – Profesor de istorie africană; autor al unei teorii influente și controversate despre natura Mfecane
- Ward Jones – Profesor de filosofie
- Don Maclennan – Profesor de engleză și poet notabil
- Catriona Ida Macleod, șefa departamentului de psihologie
- Obie Oberholzer – Fotograf
- D. C. S. Oosthuizen – Filozof, creștin, critic al apartheidului
- Selmar Schonland – Botanist
- J.L.B. Smith – Ihtilogist; primul care a identificat un pește taxidermizat ca fiind un coelacanth, un pește despre care se credea că a dispărut
- H.W. van der Merwe – Fondator al Centrului de Studii Intergrup, Universitatea din Cape Town
- Etienne van Heerden – Scriitor
- Arthur Matthews (matematician), profesor fondator al universității
- Graham Glover – Autor, profesor asociat, editor al South African Law Journal

## Controversa legată de numele universității
Numele universității face referire la Cecil Rhodes, un om de afaceri britanic central în consolidarea intereselor imperiale ale Marii Britanii în Africa de Sud. Rhodes a fost fondatorul Companiei Britanice din Africa de Sud și o figură marcantă în procesul de colonizare al regiunii. Acțiunile sale au avut un impact semnificativ asupra istoriei Africii de Sud și au fost asociate cu practici de discriminare rasială și subjugare a populațiilor indigene. Din aceste motive, numele său a devenit subiectul unor controverse, iar în 2015 au izbucnit proteste importante, precum mișcarea Rhodes Must Fall (Rhodes trebuie să cadă), care a condus la îndepărtarea statuii sale de la Universitatea din Cape Town. Proteste similare, critice la adresa moștenirii sale coloniale, au avut loc și la Universitatea Rhodes. Unii studenți și publicații au început să folosească termenul „Universitatea Cunoscută Acum Ca Rhodes” ca o formă de protest. În urma acestor evenimente, în 2015, consiliul universității a început să analizeze posibilitatea schimbării numelui și a explorat mai multe soluții pentru a aborda controversele legate de colonialism și moștenirea lui Rhodes.
În 2017, Consiliul Universității Rhodes a votat 15-9 pentru păstrarea numelui actual. Universitatea a recunoscut că „nu se poate nega faptul că Cecil John Rhodes a fost un imperialist radical și un suprematist alb care a tratat populațiile din această regiune ca pe suboameni”, dar a subliniat că s-a distanțat semnificativ de acest trecut și că, în prezent, numele de Universitatea Rhodes este asociat cu excelența academică, instituția fiind recunoscută printre cele mai prestigioase universități la nivel mondial. Principalele argumente împotriva schimbării numelui au fost de natură financiară, întrucât un astfel de proces ar fi generat costuri semnificative, în condițiile în care universitatea se confrunta deja cu dificultăți bugetare. În plus, schimbarea numelui ar fi putut afecta negativ recunoașterea internațională a universității și reputația sa solidă.